# Jamir
Jamir Adriano Paz Gomes, dit Jamir, né le 13 mai 1972 à Porto Alegre, est un ancien footballeur brésilien évoluant au poste de milieu défensif.

## Biographie
Né à Uruguaiana, Jamir est formé au sein du centre de formation du EC São José (en), avant de rejoindre le Grêmio en 1987. Avec le club tricolore, il atteint la finale de la Coupe du Brésil 1993, puis remporte la compétition l’année suivante, en 1994, ainsi qu’un titre régional en Campeonato Gaucho.
En 1995, il rejoint le Botafogo où, sous les ordres de Paulo Autuori, il participe à la conquête du premier titre de champion du Brésil de l’histoire du club lors du Brasileirão 1995.
À l’été 1996, Jamir retrouve son ancien entraîneur au SL Benfica, mais il joue peu, barré par Amaral, titulaire au poste de milieu défensif.
Il est alors prêté pendant deux saisons au Flamengo, avec qui il dispute notamment la  Coupe du Brésil 1997, perdue en finale. En 1998, il revient au Portugal et signe au FC Alverca, tout juste promu en Primeira Liga, où il évolue durant deux saisons, partageant le milieu de terrain avec Vassili Koulkov lors de la seconde.
Par la suite, il effectue plusieurs passages brefs dans divers clubs brésiliens, dont les plus notables sont le Vasco da Gama et la Portuguesa. Il met un terme à sa carrière professionnelle en 2005, à l’âge de 33 ans.

## Palmarès
Botafogo
- Serie A (1) :
  - Champion : 1995.

- Coupe Cidade Maravilhosa (1) :
  - Vainqueur : 1996.

 Grêmio
- Copa do Brasil (1) :
  - Vainqueur : 1994.

- Campeonato Gaucho (1) :
  - Champion : 1993.

 Brasiliense
- Serie B (1) :
  - Champion : 2004.

- Campeonato Candango (1) :
  - Champion : 2004.